# 湘鄂西苏区肃反
湘鄂西苏区肃反又稱湘鄂西肃反，是指1932年5月到1934年夏季期間湘鄂西苏区和湘鄂西主力部队红三军先后进行的4次肃反。肃反導致湘鄂西苏区丧失大片領土，红三军主力从2万余人削減至3千余人。

## 背景
1917年十月革命後，蘇維埃俄國成立全俄肃反委员会，专门负责肃清當局認定的反革命分子。1930年6月20日至7月13日，苏联召开联共第十六次代表大会，要求肅清托洛茨基分子。联共第十六次代表大会的决议精神通过共产国际的指示传到中共中央。1930年9月，中共中央发出指示，要求在红军第一方面军中發動名為反AB团的大规模肃反。
1931年1月7日，中国共产党召開六届四中全会，组成了以王明为代表的中央政治局。中共中央指令各个苏区和中國工農红军要加紧肃清AB团，同时任命張國燾担任鄂豫皖中央分局书记，夏曦担任湘鄂西中央分局书记。中共中央還给湘鄂西中央分局和省委多次发来涉及肃反的指示，認為湘鄂西苏区内还隐蔽着国民党、改组派、北极会、硬肚会等反革命組織，要求湘鄂西的中共党组织有系统有计划地进行肃反工作。在夏曦来到湘鄂西苏区前，湘鄂西特委书记兼红三军政治委员邓中夏已在湘鄂西苏区搞過肃反，殺死一些人。夏曦來到湘鄂西後出任肃反委员会书记，关向应担任副书记，夏曦的亲戚姜琦擔任肃反委员会委员兼政治保卫总局局长。

## 肅反爆發

### 第一次肅反
1932年5月，国民党军官张锡侯被俘。他表示有人与天汉县军事部和游击队的一些人勾结，准备在5月18日举行暴动。夏曦、杨光华等人於是認定天汉县委军事部副部长杨国茂是改组派成員並将其处决。之後越來越多的人被指控是改组派成員。。湘鄂西党政军各级负责人中，十分之九的人被指控是改组派，省委常委中有兩人被指控是反革命。夏曦表示大量改组派、托洛茨基派、AB团、第三党、取消派等混进了湘鄂西苏区，又认定湘鄂西各级党组织是“假共产党之名的反革命团体”，因此解散了一批县委机关。湘鄂边特委书记周小康也成為肃反对象遭到處決。
同时关向应在红三军军部驻地吴堰岭审讯时红8师特务队长承認自己是改组派成員，特务队长還表示红三军中存在改组派军事委员会，红八师参谋长胡慎己等一批师、团、营干部同樣被指控是改組派成員，胡慎己被逮捕後立即被處決。夏曦又逮捕红3军参谋长兼红7师师长孙德清和红7师政治部主任孙之涛。
夏曦发动的第一次肃反中，被捕杀的各级红军干部和地方干部达千余人。

### 第二次肅反
1932年8月，夏曦發動第二次肃反。此次肅反從湖北京山县六房咀开始。包括红7师师长王一鸣、政治委员朱勉之、湘鄂西军委分会参谋长唐赤英、红3军教导队第1师参谋长董朗等人均被處決，被處決的团营连干部達241人。夏曦又将红3军和地方、游击队中的所有共产党员实行清洗，结果在红3军和地方中只剩下了夏曦、贺龙、关向应、卢冬生等党员。

### 第三次肅反
1933年3月，夏曦發動第三次肃反，他下令逮捕段德昌，最終段德昌遭到政治保卫总局局长姜琦斩首。红9师参谋长王炳南、陈协平也被杀。夏曦向中央表示此次肅反共逮捕236人，处死56人。

### 第四次肅反
1933年5、6月至1934年春天，夏曦發動第四次肃反，期間湘鄂西中央分局委员宋盘铭、红7师师长叶光吉和政委盛联均等团以上干部3千多人被殺。此時也有贺炳炎、刘林、王尚荣、黄新廷、谭友林、贺彪、杨秀山、谷志标等人被賀龍拯救。
第四次肃反期間，姜琦被指控是国民党特务，遭到夏曦逮捕。姜琦半夜逃跑時被看押的士兵擊殺。

## 肅反結束
1934年6月19日，湘鄂西中央分局在沿河县枫香溪召开会议，否定了肃反扩大化。7月21日，中共临时中央表示湘鄂西中央分局在肃反中犯了许多错误。8月4日，夏曦表示不應把肃反当作一切工作的中心，並取消計劃進行的第五次肃反。9月10日，夏曦给中央的报告中認為自己犯錯，此時已基本上停止大规模肃反。11月上旬，任弼時、贺龙、王震、关向应、萧克等召开会议，对夏曦进行批评，撤销了夏曦的全部职务，湘鄂西苏区肃反全面停止。11月13日，中共中央书记处認為夏曦的肃反已經是到了乱捉乱杀的严重状态。
1945年4月20日，中国共产党六届七中全会扩大会通过了《关于若干历史问题的决议》，指出由于错误的肃反政策導致大批优秀同志被錯誤處理。